# Djet
| D |

| D |

Djet, o anche Uagi, Uadji, Uadyi, Zet, Edjō, o «Serpente», (in lingua egizia ḏt; ossia "serpente"; in greco antico: Ὑενέφης?, Hyenèphēs in Manetone; ... – 3050 a.C.) è stato un faraone egizio appartenente alla I dinastia.

## Biografia e regno

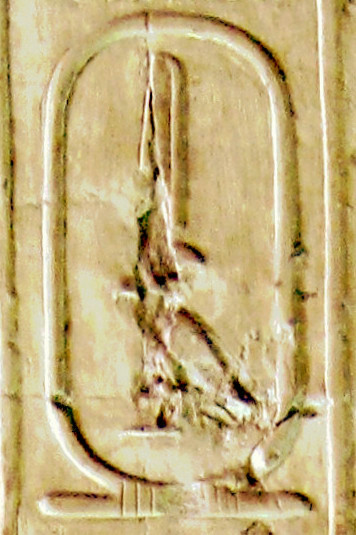
Djet nella lista di Abido

Manetone afferma che durante il regno di questo sovrano si verificò una grande carestia e la Pietra di Palermo, che riporta i livelli di piena del Nilo (circostanza strettamente legata alla scarsezza o abbondanza di produzione agricola), è rotta proprio in corrispondenza del regno di Djet.
Durante il suo regno venne effettuata una grande spedizione commerciale nell'Egitto Orientale, sul Mar Rosso, con lo scopo di occupare alcune miniere.
In base alla scarsità di elementi nella documentazione archeologica, che potrebbe indicare una minor importanza di questo sovrano rispetto ad altri della I dinastia, molti studiosi ritengono che la durata del regno di Djet sia da valutare tra i cinque ed i dieci anni a differenza di quanto sembra attribuirgli Manetone, ossia 42 anni.
Di Djet si conosce, con sicurezza, la sepoltura nella necropoli di Umm el-Qa'ab, nei pressi di Abido, (tomba Z) mentre quella che per tradizione gli viene associata a Saqqara è probabilmente la mastaba di un alto funzionario della corte.
Regina principale di questo sovrano fu la sorellastra Mer(it)neith, reggente in nome del figlio Den dopo la morte di Djet.

## Liste reali
| i | t | G1 |

| i | t | G1 |

| i | t | G1 |

| i | t | G1 |

| i | t | G1 |

| i | t | G1 |

| i | t | G1 |

| i | t | G1 |

|  | \| \| \| \| \| \| |
|  |                   |
|  |                   |
|  |                   |

|  |
|  |
|  |

| () | G4 | i |

| () | G4 | i |

| () | G4 | i |

| () | G4 | i |

| () | G4 | i |

| () | G4 | i |

| () | G4 | i |

| () | G4 | i |

## Titolatura
| G5 |

| G5 |

| D |

| D |

| D |

| D |

| D |

| D |

| D |

| D |

| G16 |

| G16 |

|  |

| G8 |

| G8 |

|  |

| M23 · X1 | L2 · X1 |

| M23 · X1 | L2 · X1 |

| i | t | G1 |

| i | t | G1 |

| i | t | G1 |

| i | t | G1 |

| i | t | G1 |

| i | t | G1 |

| i | t | G1 |

| i | t | G1 |

| G39 | N5 |

| G39 | N5 |

|                   | \| \| \| Non ancora in uso \| \| \| |
|                   |                                     |
| Non ancora in uso |                                     |
|                   |                                     |

|                   |
| Non ancora in uso |
|                   |

## Altre datazioni
| Autore           | datazione             |
| ---------------- | --------------------- |
| Krauss/Schneider | 3060 a.C. - 3030 a.C. |
| von Beckerath    | 2927 a.C.-2914 a.C.   |
| Málek            | 2892 a.C. - 2879 a.C. |